# Mumtaz Shaikh
Mumtaz Shaikh (Ahmednagar, na Índia, 18 de novembro de 1981) é uma ativista dos direitos das mulheres da Índia, que lançou uma campanha bem-sucedida pela igualdade de acesso a banheiros públicos em Bombaim. Em 2015, ela foi indicada pela BBC como uma das 100 Mulheres mais inspiradoras do mundo.

## Vida pregressa
Mumtaz Shaikh nasceu em 1981, em Ahmednagar, Maharashtra, na Índia. Seu pai, Abu Bakker, era motorista e falava malaiala e sua mãe, Madina, falava hindi. Logo após seu nascimento, a família, que também incluía um irmão mais velho, Rafique, mudou-se para o bairro Vashi Naka, em Chembur, no subúrbio de Bombaim. Quando a violência familiar fez com que Mumtaz Shaikh fosse enviada para viver com um tio, ela trabalhava realizando tarefas domésticas em troca de abrigo, mas muitas vezes passava fome.
Quando ela tinha cinco anos e seu irmão oito, o pai deles levou Rafique para a casa dos pais em Querala e foi trabalhar em Dubai. Depois de uma infância difícil de extrema pobreza, Mumtaz Shaikh abandonou a escola após o 9º ano e o seu tio arranjou-lhe um casamento quando ela tinha quinze anos. O casamento foi conturbado e, quando tinha dezesseis anos, após o nascimento de sua própria filha, Mumtaz Shaikh começou a assistir secretamente palestras sobre violência familiar na sua comunidade, ministradas por assistentes sociais do Comitê de Organizações de Recursos (CORO). Apesar das objeções do marido, ela se tornou voluntária na organização, logo desenvolvendo confiança suficiente para pedir o divórcio.

## Carreira
Tornando-se membro da equipe principal do CORO em 2000 e selecionada para uma bolsa Leader's Quest em 2005, Mumtaz começou a orientar outras mulheres em sua comunidade. Subindo na organização na década seguinte, ela se tornou secretária adjunta do CORO e, em 2006, se casou novamente. Quando o CORO criou a Federação Mahila Mandal, Mumtaz foi nomeada presidente executiva. Como parte dos programas sanitários do CORO, Mumtaz começou a abordar questões relacionadas aos sanitários públicos em 2011 e, em 2012, liderou um inquérito para avaliar a segurança e as condições nas instalações sanitárias.
Em 2013, ela iniciou uma campanha visando a questão do acesso desigual a instalações sanitárias em Bombaim. Com base numa campanha semelhante, Occupy Men's Toilet, da China, 32 organizações não-governamentais reuniram-se para patrocinar um seminário de um dia inteiro para dar início ao seu esforço para aumentar o acesso gratuito aos banheiros para as mulheres. Mumtaz tornou-se porta-voz da Campanha pelo Direito de Fazer Xixi, que se centrou no fato de que, embora as mulheres representem cerca de 50 por cento da força de trabalho nas áreas urbanas, têm pouco acesso a banheiros, a menos que paguem por eles. Em 2012, em Bombaim, o governo forneceu 5.993 banheiros públicos e 2.466 mictórios para homens, mas apenas 3.536 instalações para mulheres. As estações ferroviárias apresentavam piores condições, disponibilizando menos de 100 mictórios e sanitários para as 69 estações localizadas nas Linhas Ferroviárias Central e Portuária. Os homens não pagavam nada para usar o mictório, mas as mulheres tinham que pagar para usar o banheiro. Para limitar o número de vezes que urinavam, as mulheres bebiam frequentemente quantidades inadequadas de água, levando a complicações de saúde.
A iniciativa foi amplamente reconhecida, resultando na determinação do governo de que, em Bombaim, fosse construído um bloco de banheiros para mulheres a cada 20 quilômetros. No espaço de um ano, a pressão das organizações de mulheres resultou no anúncio de 96 novas instalações sanitárias a serem construídas em Bombaim pela MCGM. Mumtaz recebeu o título de "Filha de Maharashtra" por Nari Samta Manch, Pune, e, em 2015, foi homenageada pela Série 100 Mulheres da BBC, como uma das mulheres mais inspiradoras do mundo. Em 2015, sua dedicação ao saneamento e ao direito das mulheres à igualdade já havia se espalhado por Sangli e Vidarbha e estava a expandir-se para abordar a segurança na cidade. Ela voltou a estudar, ingressando na graduação em Política, após o nascimento de seu segundo filho.
Ao longo de 2016, Mumtaz Shaikh continuou a trabalhar nas questões dos banheiros públicos, da segurança urbana e da saúde das mulheres causadas pela falta de instalações adequadas e pela inação do governo. Ela lançou planos para estender o programa por todo o estado de Maharashtra, estudando as necessidades locais de várias cidades.